# Catende (kommun)
Catende är en kommun i Brasilien.   Den ligger i delstaten Pernambuco, i den östra delen av landet, 1 500 km nordost om huvudstaden Brasília. Antalet invånare är 37 830.
Följande samhällen finns i Catende:
- Catende

Omgivningarna runt Catende är en mosaik av jordbruksmark och naturlig växtlighet. Runt Catende är det ganska tätbefolkat, med 62 invånare per kvadratkilometer.